# Gnatholycosa
Gnatholycosa spinipalpis es una especie de araña araneomorfa de la familia Lycosidae. Es el único miembro del género monotípico Gnatholycosa. Es originaria de Argentina.